# The Real World
The Real World est une émission de téléréalité en 614 épisodes d'environ 30 minutes créée par Mary-Ellis Bunim et Jonathan Murray, et diffusée entre le 21 mai 1992 et le 4 janvier 2017 sur MTV, ainsi qu'une saison diffusée du 13 juin au 29 août 2019 sur Facebook Watch.

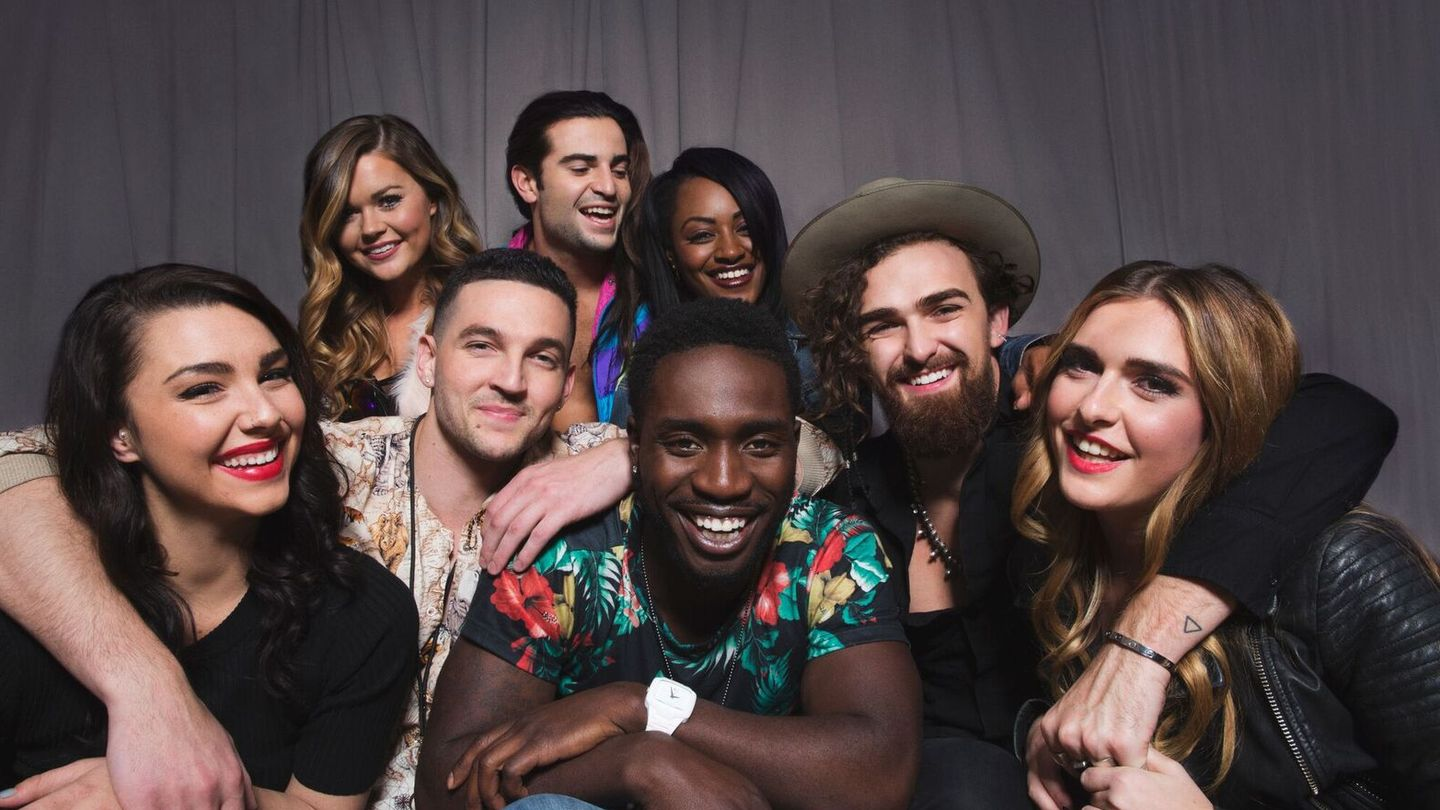
Casting de la série de téléréalité de MTV The Real World.

Au Québec, la 17e saison se déroulant à Key West est diffusée sous le titre La Vraie Vie ? à partir du 1er septembre 2009 à MusiquePlus.

## Synopsis
Diffusée pour la première fois en 1992, l'émission, qui s'inspire de la série documentaire An American Family de 1973, est la plus ancienne de l'histoire de MTV ; c'est l'une des téléréalités les plus anciennes de l'histoire et on lui attribue le mérite d'avoir lancé le genre de la téléréalité moderne,.